# Стојан Крстић
Стојан Крстић (Подгорац, ? − Подгорац, 18. октобар 1891), познатији је као поп Стојан или као Дели-папаз. Био је српски свештеник у Македонији у 19. веку, велики родољуб и национални делатник. Пре свега се залагао за затварање бугарских и отварање српских школа на том подручју. Противио се бугаризацији српског народа на територији Македоније и велике напоре је трошио на чување српског језика и традиције на овом подручју. Био је образован свештеник, завршио је богословију у Београду.

## Порекло
Потекао је из старе српске породице, која по неким изворима потиче из 13. века. Породица је потицала са Косова, из Велике Хоче. Један од тих Крстића је као војвода учествовао у Косовској бици у којој је задобио смртоносну рану. По предању, на самрти је заветовао свог најстаријег сина да прими свештенички чин и да га пренесе на даље потомке и од тада је у овој породици увек било свештеника. Свештеници из породице Крстић су својевремено добили и неке повластице од султана Сулејмана и имали су под собом села: Подгорац, Лабуниште и Боровац, не зависећи од какве веће црквене власти. Сам Стојан Крстић одгајен је у српској традицији, био је изузетно интелигентан и вољен од стране Срба, али су га и Турци поштовали и прозвали Дели-папаз, што значи јуначки поп.

## Смрт
Бугарски владика охридски Синесије дошао је у српску цркву Стојанову тражећи да се она отвори. Када је Стојан то одбио, владика је наредио својој пратњи да обију црквена врата и том приликом су из цркве изнели златне и сребрне украсе, као и одежде. Стојан се због тога пожалио турским властима, али баш због његове жалбе охридски владика је унајмио неколико Арбанаса, који су по његовој заповести убили поп Стојана. Егзекутор злочина над православном свештеником звао се Изеир, а учесник у убиству био је и извесни Лека Бошњаковић из Подгорца.
Убиство поп Стојана погодило је све Србе, али и Турке и управо ће један Турчин осветити свог пријатеља Крстића, тако што је убио Изеира. У Београду је Крстићев рођак Коста Шуменковић, приредио парастос у Саборној цркви, којем су присуствовали многи његови земљаци. Бугарски комитет је неко време након убиства поп Стојана  осудио на смрт и Стојановог сина такође свештеника Ставру Крстића.
О његовој смрти писало се овако:
Стасало је и сазрело све, што је благословено да носи плодове... Земља се разбременила и огрнула лако рухо јесење. Вредни ратар побрао са ње плодове свога зноја, па одмара утруђене кости под милим кровом сиромашне колибе своје и снива о миру жељеном а преза у страху вечитом. А на царскоме друму између Лабуништа и Подгорца дивље разбојништво саградило пећину злочинства и поставило заседу убилачку. Спустила се дубока ноћ и тишина глуха... Природа сва притаја дисај, као да ишчекује нешто кобно, неслућено. А пастир добри, поп Стојан—Дели-папаз, опхрван великом мисли Српства, враћа се на коњу из Лабуништа у Подгорац миломе дому свом. Глава му унило клонула на поштене српске груди и претура крупну мисао засужњене домовине. Звезде потамнеше и небо се угаси, а злочин се ускомеша у својој заседи и потпраши кукавичко срце рђом мучкога јунаштва. Огањ смрти плану из лупешке заседе ненадном стравом мучкога убиства - Србинов пастир добри, Дели-папаз, прену главом посвећеном, трже јуначко оружје своје, јурну у мрклу ноћ и паде ничице земљи, сав прорешетан убилачким оловом.
Поп Стојан сахрањен је у родном месту, а неколико година након његовог убиства, тачније 1897. године, ту је отворена Српска народна школа. Управник школе био је Спасоје Крстић, а учитељ Анђелко Крстић, син поп Стојана Крстића.
Данас у овом месту, по попису из 2002. године, нема ни Срба ни Бугара, а Турци и Македонци су у мањини. Већинско становништво су Албанци, муслиманске вероисповести.
Данас у Београду једна улица на Звездари носи име Поп Стојана. 